# Bieruń Nowy (gmina)
Bieruń Nowy – dawna gmina wiejska istniejąca w latach 1945–1954 w województwie śląskim, katowickim i stalinogrodzkim (dzisiejsze śląskie). Siedzibą władz gminy był Bieruń Nowy (w latach 1975–1991 w obrębie Tychów, od 1991 część Bierunia).
Gmina zbiorowa Bieruń Nowy powstała w grudniu 1945 w powiecie pszczyńskim w woj. śląskim (śląsko-dąbrowskim). Według stanu z 1 stycznia 1946 gmina składała się z 4 gromad: Bieruń Nowy, Bijasowice, Czarnuchowice i Ściernie. 6 lipca 1950 zmieniono nazwę województwa śląskiego na katowickie, a 9 marca 1953 kolejno na województwo stalinogrodzkie.
Według stanu z 1 lipca 1952 gmina składała się z 4 gromad: Bieruń Nowy, Bijasowice, Czarnuchowice i Ściernie. Gmina została zniesiona 29 września 1954 wraz z reformą wprowadzającą gromady w miejsce gmin. Jednostki nie przywrócono 1 stycznia 1973 wraz z kolejną reformą reaktywującą gminy, utworzono natomiast jednostkę wiejską o nazwie gmina Bieruń Stary z siedzibą w Bieruniu Starym (mieście).